# セイ・イット・イズント・ソー (ホール&オーツの曲)
「セイ・イット・イズント・ソー」 (Say It Isn't So) は、アメリカ合衆国のデュオ、ダリル・ホール&ジョン・オーツの楽曲で、ダリル・ホールが書いた作品。1983年のコンピレーション・アルバム『Rock 'n Soul Part 1』からの2枚の新曲シングルのうちの第1弾として、同年10月にRCAレコードからリリースされた。
この曲はジョン・"ジェリービーン"・ベニテスによって「special extended dance mix」と称するリミックスが制作され、『ビルボード』誌のホット・ダンス・クラブ・プレイ・チャートで首位に立った。
一方Billboard Hot 100では、最高2位で4週にわたってその位置にあったが、ポール・マッカートニーとマイケル・ジャクソンの「セイ・セイ・セイ」に阻まれ、遂に1位になれなかった。

## 作曲と録音
「セイ・イット・イズント・ソー」は、アルバム『H2O』のツアー中に、ダリル・ホールが書いた曲である。『Rock 'n Soul Part 1』のレコーディング・セッションで吹き込まれた2曲のうち、最初に録音されたものである。
録音セッションは、1983年9月に、ニューヨーク市のエレクトリック・レディ・スタジオ A で行なわれた。ダリル・ホールとジョン・オーツのプロデュースとなっており、レコーディング・エンジニアを務めたボブ・クリアマウンテンが共同プロデューサーとして名を連ねている。
バックミュージシャンは、ホール&オーツのバンドメンバーであるベーシストのトム・ウォーク、サクソフォーン奏者のチャールズ・デチャント、ギタリストのG・E・スミス、ドラマーのミッキー・カリーに加え、パーカッション奏者のジミー・ブラロウワー (Jimmy Bralower) が参加している。
この曲の編曲は、スタジオの中で練り上げられ、バッキング・ボーカルは「アイ・オンリー・ハヴ・アイズ・フォー・ユー (I Only Have Eyes for You)」のフラミンゴスのバージョンを参考にしており、途中のブレイクは、ジミー・ブラロウワーのパーカッションで埋められている。

## ミュージック・ビデオ
この曲のミュージック・ビデオは2種類ある。最初のバージョンは、1度だけMTVで、ホール&オーツの特別番組『The Greatest & The Latest』の中で放送されたもので、曲はアルバムバージョンを使用し、バンドメンバーは殆ど登場せず、途中にダリル・ジョンに加えて女性1名による寸劇がある。
MTVの最盛期にヘヴィ・ローテーションされた2つ目のバージョンは、ニューヨーク市でロケーション撮影されたもので、曲は『special extended dance mix』の一部をカットしたバージョンを使用しており、映像中にバンドメンバーが全員登場するほか、最初のバージョンで撮影・使用された、ダリルが踊る映像も使用されている。

## チャート
| チャート（1983年 - 1984年）              | 最高位 |
| ---------------------------------------- | ------ |
| ケント・ミュージック・レポート           | 24     |
| Canada RPM                               | 4      |
| Billboard Hot 100                        | 2      |
| ビルボード Hot Black Singles             | 45     |
| ビルボード Hot Adult Contemporary Tracks | 8      |
| ビルボード Hot Dance Club Play           | 1      |
| ビルボード Hot Mainstream Rock Tracks    | 18     |
| キャッシュボックス Top 100               | 3      |
| イギリス 全英シングルチャート            | 69     |

| チャート（1983年）         | 順位 |
| -------------------------- | ---- |
| キャッシュボックス Top 100 | 47   |

| チャート（1984年） | 順位 |
| ------------------ | ---- |
| Billboard Hot 100  | 22   |

## シングル収録曲

### 7" 45 RPM
| #  | タイトル                                           | 作詞・作曲     | 時間 |
| -- | -------------------------------------------------- | -------------- | ---- |
| 1. | 「セイ・イット・イズント・ソー (Say It Isn't So)」 | ダリル・ホール | 3:56 |

| #  | タイトル                                         | 作詞・作曲               | 時間 |
| -- | ------------------------------------------------ | ------------------------ | ---- |
| 1. | 「キッス・オン・マイ・リスト (Kiss on My List)」 | ホール、ジャンナ・アレン | 3:48 |

### 12" 33⅓ RPM
| #  | タイトル                                                                       | 作詞・作曲 | 時間 |
| -- | ------------------------------------------------------------------------------ | ---------- | ---- |
| 1. | 「セイ・イット・イズント・ソー (Say It Isn't So)」(Special Extended Dance Mix) | ホール     | 6:45 |

| #  | タイトル                                                        | 作詞・作曲     | 時間 |
| -- | --------------------------------------------------------------- | -------------- | ---- |
| 1. | 「セイ・イット・イズント・ソー (Say It Isn't So)」(Dub version) | ホール         | 4:47 |
| 2. | 「キッス・オン・マイ・リスト」                                  | ホール、アレン | 4:24 |